# Ordine della famiglia reale di re Giorgio VI
L'ordine della famiglia reale di re Giorgio VI (in inglese: Royal Family Order of King George VI) è una onorificenza del Regno Unito non più conferita ma ancora inclusa nel sistema premiale britannico, tradizionalmente posta in stato di quiescenza dalla morte del sovrano fondatore, concessa da re Giorgio VI come segno di particolare stima personale ai soli membri femminili della famiglia reale del Regno Unito o per particolari servizi verso la propria persona.
La principessa Alexandra, l'onorevole Lady Ogilvy è l'ultima dama decorata sopravvissuta di questo Ordine, avendo ricevuto l'onorificenza direttamente da suo zio, re Giorgio VI.

## Storia
L'ordine della famiglia reale di re Giorgio VI venne istituito nel 1937, nell'anno dell'ascesa al trono del Sovrano, dopo la morte del padre re Giorgio V e l'abdicazione del fratello re Edoardo VIII, il quale, durante il suo breve regno prima della rinuncia alla corona, non fondò un proprio ordine familiare, per cui quello di re Giorgio VI segue immediatamente quello di re Giorgio V.

## Insegne
La medaglia dell'Ordine è composta da un cammeo raffigurante re Giorgio VI realizzato su avorio circondato da una cornice in argento e diamanti.
Il nastro è di seta rosa.

## Elenco degli insigniti
- Maria di Teck, già regina consorte del Regno Unito e dei Domini Britannici ed imperatrice d'India, vedova del re-imperatore Giorgio V del Regno Unito e regina madre di re Giorgio VI
- Elizabeth Bowes-Lyon, regina del Regno Unito e ultima imperatrice d'India consorte, moglie di re Giorgio VI, poi S.M. la Regina Elisabetta, la Regina Madre, madre di Elisabetta II, regina del Regno Unito
- Elisabetta II, figlia di re Giorgio VI, poi Elisabetta II, regina del Regno Unito
- Margaret, allora principessa del Regno Unito, poi contessa di Snowdon, figlia di re Giorgio VI, sorella della futura Elisabetta II, regina del Regno Unito
- Alice, duchessa consorte poi vedova di Gloucester, moglie poi vedova del principe Enrico, duca di Gloucester, fratello di re Giorgio VI
- Marina di Grecia, duchessa consorte poi vedova di Kent, contessa di St. Andrews, baronessa Downpatrick, moglie poi vedova del principe Giorgio, I duca di Kent, fratello di re Giorgio VI
- Alexandra, Lady Ogilvy, nipote di re Giorgio VI
- Mary, principessa reale, sorella di re Giorgio VI
- Alice Maria di Sassonia-Coburgo-Gotha, zia di re Giorgio VI